# Strażnica WOP Gierałtów
Strażnica Wojsk Ochrony Pogranicza Neucorsdorf/Nowa Wieś/Gierałtów – nieistniejący obecnie pododdział Wojsk Ochrony Pogranicza pełniący służbę graniczną na granicy polsko-czechosłowackiej.

## Formowanie i zmiany organizacyjne
Strażnica została sformowana w 1945 w strukturze 50 komendy odcinka jako 231 strażnica WOP (Neucorsdorf) o stanie 56 żołnierzy. Kierownictwo strażnicy stanowili: komendant strażnicy, zastępca komendanta do spraw polityczno-wychowawczych i zastępca do spraw zwiadu. Strażnica składała się z dwóch drużyn strzeleckich, drużyny fizylierów, drużyny łączności i gospodarczej. Etat przewidywał także instruktora do tresury psów służbowych oraz instruktora sanitarnego.
Od 15 marca 1954 wprowadzono nową numerację strażnic, a strażnica WOP Nowa Wieś II kategorii otrzymała nr 243 w skali kraju. 
?
Od 15 marca 1954 wprowadzono nową numerację strażnic, a strażnica WOP Gierałtów otrzymała nr 240 w skali kraju. 
W 1956 rozpoczęto numerowanie strażnic na poziomie brygady. Strażnica II kategorii Stary Gierałtów była 4. w 5 Brygadzie Wojsk Ochrony Pogranicza. 
W 1960, po kolejnej zmianie numeracji, strażnica posiadała numer 23 i zakwalifikowana była do kategorii IV w 5 Sudeckiej Brygadzie WOP .

## Ochrona granicy

### Strażnice sąsiednie
- 230 strażnica WOP Leuthen ⇔ 232 strażnica WOP Wilhelmsthal – 1946
- ? ⇔ strażnica WOP Boboszów – 1957